# 玉屋惣助
玉屋 惣助（たまや そうすけ、生没年不詳）は江戸時代から明治時代にかけての地本問屋である。

## 来歴
玉惣と号す。江戸時代末期、幕末期に浅草坂本町弥吉店で地本問屋を営業している。歌川国芳、歌川芳藤、3代目歌川豊国、豊原国周の錦絵を出版している。

## 作品
- 歌川芳藤 『甲州身延山図』 大判
- 歌川芳藤 『からの子がよりかたまって人になる』 大判 弘化4年‐嘉永元年
- 歌川国芳 『はんじもの』 大判 嘉永2年‐嘉永5年
- 3代歌川豊国 『東海道　御油　赤坂間　縄手』 大判 見立絵 嘉永5年
- 豊原国周 『金瓶楼遊戯』 大判3枚続 明治元年（1868年）